# Самореалізація
Самореалізація — реалізація потенціалу особистості, при усвідомленні людиною самої себе.
Проблематику самореалізації активно розробляв американський психолог А. Маслоу. З одного боку, самореалізація піднесла на небувалу висоту креативний початок людини розумної, а з іншого показала, що реалізація всіх задумів може привести до екологічної катастрофи[джерело?].